# Cristián Cuevas
Cristián Alejandro Cuevas Jara (Rancagua, 2 april 1995) is een Chileens voetballer die als linksback en als linkermiddenvelder kan spelen.

## Clubcarrière
Cuevas begon zijn carrière bij O'Higgins, waar hij in mei 2011 doorbrak in het eerste elftal. Hij debuteerde op 8 mei 2011 tegen Colo-Colo. In november 2012 ging hij testen bij Chelsea. In februari 2013 tekende Cuevas een contract bij Chelsea, met ingang per juli 2013. Op 7 augustus werd bekendgemaakt dat hij tijdens het seizoen 2013/14 verhuurd werd aan Vitesse, maar daar kwam hij niet aan spelen toe in het eerste elftal. Cuevas maakte zijn enige speelminuten bij Jong Vitesse. Een doorverhuur aan FC Eindhoven vond in januari 2014 plaats. Vanaf de zomer van 2014 werd hij verhuurd aan Club Universidad de Chile. Chelsea verhuurde Cuevas gedurende het seizoen 2015/16 aan Sint-Truidense VV. Dat werd in het voorgaande seizoen kampioen in de  Tweede klasse en promoveerde zodoende naar de Eerste klasse.

## Clubstatistieken
| Seizoen | Club                   | Land                | Competitie         | Duels | Doelp. |
| ------- | ---------------------- | ------------------- | ------------------ | ----- | ------ |
| 2011    | CD O'Higgins           | Vlag van Chili      | Primera División   | 1     | 0      |
| 2012    | CD O'Higgins           | Vlag van Chili      | Primera División   | 1     | 0      |
| 2013    | CD O'Higgins           | Vlag van Chili      | Primera División   | 7     | 0      |
| 2013/14 | Chelsea FC             | Vlag van Engeland   | Premier League     | 0     | 0      |
| 2013/14 | → Vitesse              | Vlag van Nederland  | Eredivisie         | 0     | 0      |
| 2013/14 | → FC Eindhoven         | Vlag van Nederland  | Jupiler League     | 13    | 1      |
| 2014/15 | → Universidad de Chile | Vlag van Chili      | Primera División   | 4     | 0      |
| 2015/16 | → STVV                 | Vlag van België     | Jupiler Pro League | 28    | 1      |
| 2016/17 | → STVV                 | Vlag van België     | Jupiler Pro League | 20    | 0      |
| 2017/18 | → FC Twente            | Vlag van Nederland  | Eredivisie         | 24    | 0      |
| 2017/18 | → Jong FC Twente       | Vlag van Nederland  | Derde divisie      | 1     | 0      |
| 2018/19 | → Austria Wien         | Vlag van Oostenrijk | Bundesliga         | 18    | 0      |
| 2020    | Huachipato             | Vlag van Chili      | Primera División   | 28    | 1      |
| 2021    | Huachipato             | Vlag van Chili      | Primera División   | 9     | 0      |
| Totaal  | Totaal                 | Totaal              | Totaal             | 154   | 3      |

## Interlandcarrière
Cuevas was met Chili -20 in juni en juli 2013 actief op het WK -20  in Turkije. De Chilenen werden in de kwartfinale uitgeschakeld door Ghana -20.